# Коновал Сергій Сергійович
Сергій Сергійович Коновал (позивний «Норд»; 29 травня 1992, Тернопіль — 6 квітня 2024, біля м. Часів Яр, Донецька область) — український громадський активіст, пластун, парамедик, військовослужбовець, лейтенант Збройних сил України, учасник російсько-української війни. Герой України (2024, посмертно). Кавалер ордена «За мужність» III ступеня (2023), почесний громадянин Тернополя (2024, посмертно), почесний громадянин Тернопільської області (2024, посмертно).

## Життєпис
Сергій Коновал народився 29 травня 1992 року в Тернополі.
Навчався в Тернопільській загальноосвітній школі № 19.
Закінчив Тернопільський національний медичний університет імені І. Я. Горбачевського (за спеціальністю — стоматолог), Західноукраїнський національний університет (спеціальність — політологія).
Член пластового куреня Орден Хрестоносців, учасник Революції гідності. Від березня 2014 року був парамедиком добровольчого медичного батальйону «Госпітальєри» ДУК «Правий сектор», згодом — командир 6-ї резервної сотні ДУК «Правий сектор». Брав участь у боях за Станицю Луганську, Піски, Мар'їнку, Авдіївку.
Засновник проєкту «Дім ветерана» в Тернополі. Працював у Тернопільському обласному молодіжному методичному центрі. Співорганізатор національно-патріотичних заходів. 2018 року став учасником благодійного велопробігу 20 штатами США на підтримку України.
Під час повномасштабного російського вторгнення служив командиром 2-ї стрілецької роти «Сталева сотня» 2-го стрілецького батальйону ім. Хаммера 67 ОМБр. Учасник боїв за Київщину, Харківщину, Донеччину та Бахмут. Згодом воював на Лиманському напрямку. Загинув 6 квітня 2024 року разом із побратимом Тарасом Петришиним біля м. Часів Яр на Донеччині.
Прощання із Сергієм Коновалом і Тарасом Петришиним відбулося 9 квітня 2024 року на Майдані Незалежності в Києві.
Похований 10 квітня 2024 року на Микулинецькому цвинтарі Тернополя.

## Родина
У січні 2024 року одружився з волонтеркою Ольгою Данченко.

## Доробок
Був оператором і співпродюсером фільмів «Шлях поколінь», «Дорога в Карпати», «Трохи нижче неба». Знімав кліп про Тернопіль на пісню місцевого гурту «Кожен з нас».

## Нагороди
- звання Герой України з удостоєнням ордена «Золота Зірка» (23 серпня 2024, посмертно) — за особисту мужність і героїзм, виявлені у захисті державного суверенітету та територіальної цілісності України, самовіддане служіння Українському народові[8];
- орден «За мужність» III ступеня (14 березня 2023) — за особисту мужність і самовіддані дії, виявлені у захисті державного суверенітету та територіальної цілісності України[9];
- почесний громадянин Тернопільської області (2024, посмертно)[10];
- почесний громадянин міста Тернополя (19 квітня 2024, посмертно) — за вагомий особистий внесок у становленні української державності та особисту мужність і героїзм, виявлені у захисті державного суверенітету та територіальної цілісності України[11];
- орден «Лицарський хрест добровольця» (14 жовтня 2019);
- медаль «Доброволець АТО»;
- відзнака "Боєць, ветеран ДУК «Правий сектор»;
- Залізний Пластовий Хрест (2024, посмертно)[6].
- Почесний нагрудний знак Головнокомандувача Збройних Сил України «За взірцевість у військовій службі ІІІ ступеня» (29.04.2022).

## Вшанування пам'яті
10 квітня 2024 року вшанований хвилиною мовчання в Сенаті штату Міссурі.
У травні 2024 року в Тернополі Тернопільський осередок ГО «Права Молодь» провели вишкіл, який присвятили Сергію Коновалу і Тарасові Петришину.
28 липня 2024 року фінальний матч Ліги Тернопільщини у селі Озерна Тернопільського району присвятили пам'яті командира Сталевої сотні Сергія Коновала.
Дружина Сергія Ольга Коновал заснувала стипендію та створила благодійний фонд імені Сергія Коновала.
24 лютого 2025 року на фасаді домівки Тернопільського Пласту відкрили меморіальні дошки п'ятьом полеглим Героям-пластунам Богдану Сенюку, Сергію Коновалу, Миколі Погорілому, Віктору Гурняку, Віталію Дереху.
6 квітня 2025 року в Тернополі відбувся День пам'яті Героя України Сергія Коновала. Зокрема, на фасаді Дому Ветерана урочисто відкрито меморіальну дошку.